# Klaviersonate Nr. 11 (Beethoven)

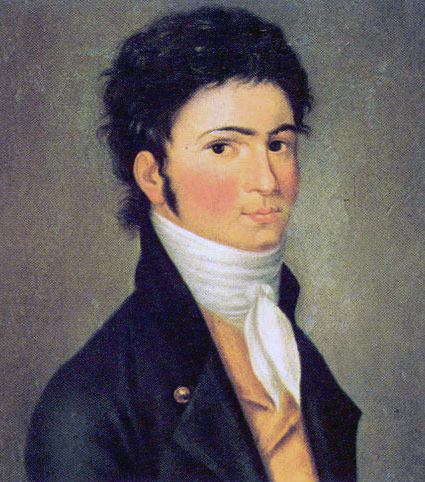
Ludwig van Beethoven (1801) -
Gemälde von Carl Traugott Riedel

Die Klaviersonate Nr. 11 in B-Dur von Ludwig van Beethoven entstand 1799–1800.
Sie ist dem Grafen Johann Georg von Browne gewidmet und steht am Ende von Beethovens „jugendlichem“ Sonatenwerk, der sogenannten „ersten Schaffensperiode“. Während der Entstehungszeit der 11. Klaviersonate arbeitete Beethoven schon an seinem 1. Klavierkonzert.

## Aufbau
- Erster Satz, Allegro con brio, B-Dur, 4/4-Takt, 199 Takte
- Zweiter Satz, Adagio con molto espressione, Es-Dur, 9/8-Takt, 77 Takte
- Dritter Satz, Menuetto/Minore, B-Dur/g-Moll, 3/4-Takt, 46 Takte
- Vierter Satz, Rondo, Allegretto, B-Dur, 2/4-Takt, 199 Takte

### 1. Satz
Die Tonart und der heitere Tonfall des 1. Satzes erinnern an das in derselben Zeit entstandene 2. Klavierkonzert. Die gebrochenen Akkordfiguren der Durchführung finden sich ähnlich auch in der Klaviersonate Nr. 21 („Waldstein-Sonate“) und der  Klaviersonate Nr. 23 (sogenannte „Appassionata“). Anders als in den meisten anderen Beethoven-Sonaten hat der erste Satz weder eine 2. Durchführung noch eine Coda; er lebt aus der inneren Dynamik, die Pianisten wie Schnabel, Richter und Gulda hörbar machen.

### 2. Satz
Der 2. Satz steht in der Subdominanttonart Es-Dur. Er ist ebenfalls in Sonatensatzform gehalten und ist charakterisiert durch seine ruhige, über leise pochenden Achteln schwebende Melodie. Die Durchführung enthält bereits Vorhaltsbildungen, die die Musiksprache Wagners vorwegnehmen.

### 3. Satz
Der dritte Satz, ein Menuett, steht in B-Dur, das Trio (Minore) in der Paralleltonart g-Moll.

### 4. Satz
Das Rondo orientiert sich an der Grobgliederung A-B-A-C-A-B-A-Coda, gestaltet jedoch jeden dieser Teile in immer neuen Varianten individuell aus. In Anlage und Stimmung sowie im Charakter der Themen ist es mit dem Rondo der frühen Es-Dur-Sonate op. 7 verwandt, so besitzt das Hauptthema denselben melodischen Fluss. Das zweite Thema gewinnt große Bedeutung, indem es überraschenderweise auch in den Bereich des dritten Themas eindringt, welches durch seine unruhigen  Zweiunddreißigstel charakterisiert ist, und dort eine kontrapunktische Verarbeitung erfährt. Dass man die Mittelstimmen und Zweiunddreißigstel klar und trotzdem „recht schnell“ spielen kann, haben Feinberg, Gieseking und Arrau gezeigt.

## Analyse und Rezeption
Die Struktur und Abfolge der Sätze entsprechen der klassischen Sonatensatzform.
Die Sonate knüpft an die von Mozart und Beethovens Lehrer Haydn geprägte Wiener Klassik des 18. Jahrhunderts an.
Denis Matthews äußerte, dass die Sonate „überraschend frei von Überraschungen“ sei. Joachim Kaiser sieht sie als „männliches Meisterstück, das sich weder pathetisch noch elegisch profiliert“.
Die im Vergleich geringere Beliebtheit der Klaviersonate Nr. 11 könnte an den konzertanten, musikalisch aber eher „harmlosen“ Ecksätzen liegen.
Beethoven selbst äußerte, dass sich der Kopfsatz „gewaschen“ habe.